# Eloy Ruiz
Eloy Ruiz Pinto (Mollina, 7 januari 1989) is een Spaans wielrenner.

## Carrière
Ruiz tekende in 2011 een profcontract bij Andalucía. In zijn eerste seizoen reed hij onder meer de Brabantse Pijl en de Clásica San Sebastian.

## Resultaten in voornaamste wedstrijden
| Jaar | Clásica San Sebastián | Brabantse Pijl |
| ---- | --------------------- | -------------- |
| 2011 | opgave                | opgave         |
| 2012 |                       | opgave         |

## Ploegen
- 2011- Andalucía-Caja Granada
- 2012- Andalucía